# Palazzo Adami Lami
Palazzo Adami Lami, già detto palazzo della Chiesa scozzese, è un edificio storico di Firenze, situato in lungarno Guicciardini 17, con affacci anche su via de' Geppi 2 e via Santo Spirito 28-30.

## Storia e descrizione
L'edificio prospetta sul lungarno con un fronte particolarmente articolato, a quattro piani che, partendo dal lato che poi determina la cantonata con via de' Geppi, presenta un corpo a due assi seguito da un corpo centrale leggermente arretrato, a tre assi, con finestroni al piano nobile che guardano a un balcone con ringhiera in ferro, e sul quale aderisce a destra un corpo a un solo piano, a funzionare e da accesso al palazzo e da ampia terrazza. Mentre nell'insieme la facciata mostra caratteri che sembrano indicare una riconfigurazione databile al Settecento, quest'ultima porzione ha caratteri pienamente ottocenteschi, con elementi recuperati dal repertorio architettonico quattrocentesco.
Al piano nobile del corpo centrale dell'edificio è uno scudo con l'arme della famiglia Adami (d'azzurro, a tre clave d'oro, poste in palo affiancate). Sull'angolo con via de' Geppi è un tabernacolo con edicola settecentesca, racchiudente un dipinto raffigurante la Madonna con il Bambino, apparentemente pregevole ma in precarie condizioni di conservazione. Su via Santo Spirito il fronte, unitario, si estende per otto assi su quattro piani. All'interno il palazzo contiene una singolare galleria in stile Retour d'Egypte, realizzata durante la dominazione francese nel 1804-1806.  
In questo edificio, nel 1759, l'inglese Charles Hadfield (padre della pittrice ed educatrice inglese Maria Cosway che appunto in questa casa nacque), aveva aperto una pensione che, almeno fino agli anni ottanta del Settecento, fu particolarmente rinomata e frequentata dai viaggiatori stranieri (tra i suoi ospiti si ricorda lo storico Edward Gibbon, qui nel 1764).
Dal 2018, nel salone dove ebbe sede la Chiesa riformata svizzera, detta in passato anche Evangelica scozzese, si riunisce il Lyceum Club Internazionale, già ospitato nel palazzo Giugni di via degli Alfani. Questa istituzione culturale fiorentina venne istituito da Constance Smedley nel 1908 quale sede italiana del circolo londinese nato nel 1904, con lo scopo di promuovere lo sviluppo e la conoscenza fra le donne della letteratura, dell'arte, della musica, delle scienze, mediante la promozione di attività sociali e rapporti di scambio internazionali.
Sull'angolo con via de' Geppi è un tabernacolo con edicola settecentesca, racchiudente un dipinto su embrice raffigurante la Madonna con il Bambino, riferito a Domenico Beceri (autore minore del XVI secolo, più probabile del nome di Francesco Granacci sulla targhetta), quale copia antica e specchiata della Madonna Mackintosh di Raffaello. Il tabernacolo è stato restaurato nel 2019 col contributo della Fondazione Adami Lami in memoria dei fondatori Alessandro e Annamaria Adami Lami.

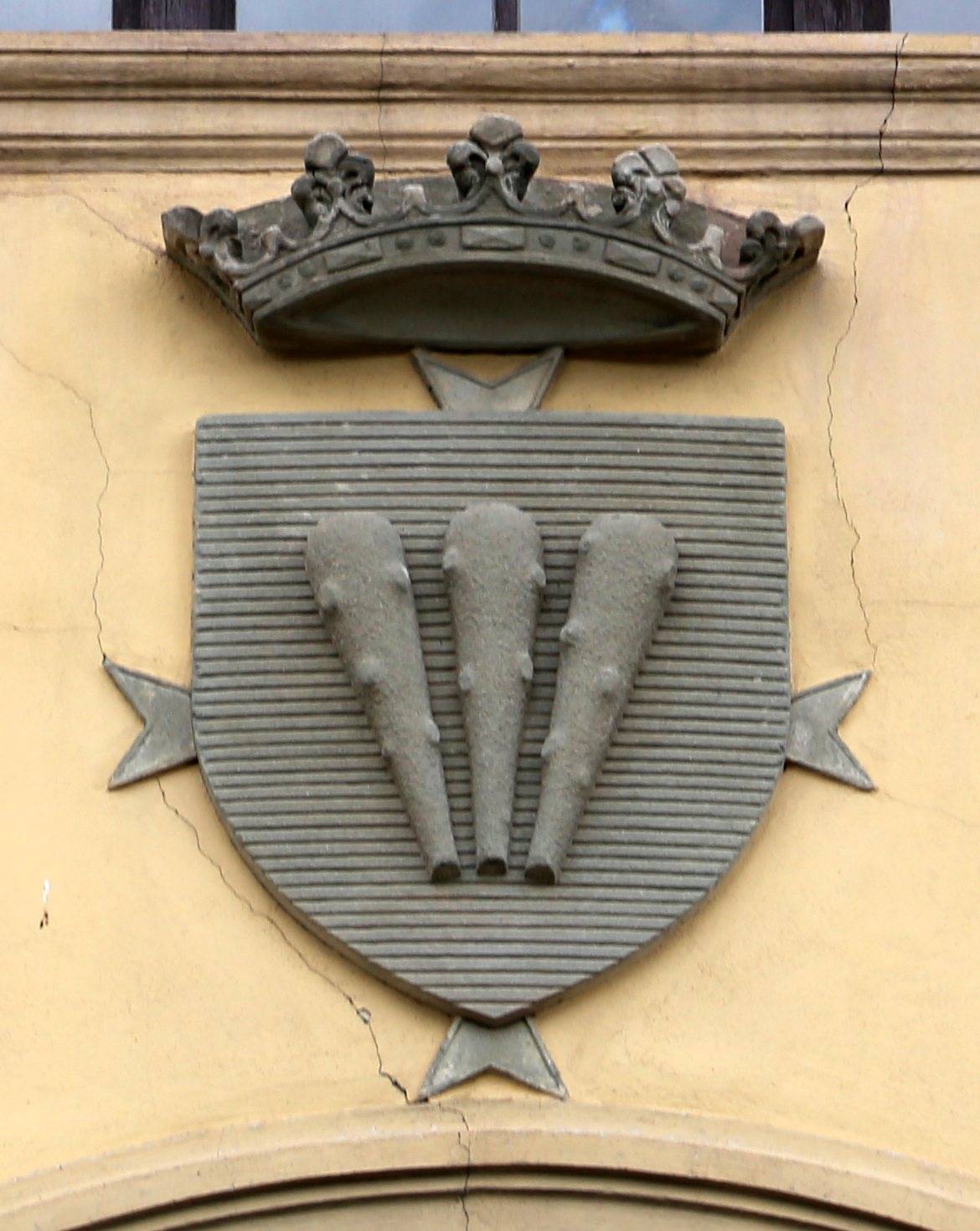
Stemma Adami
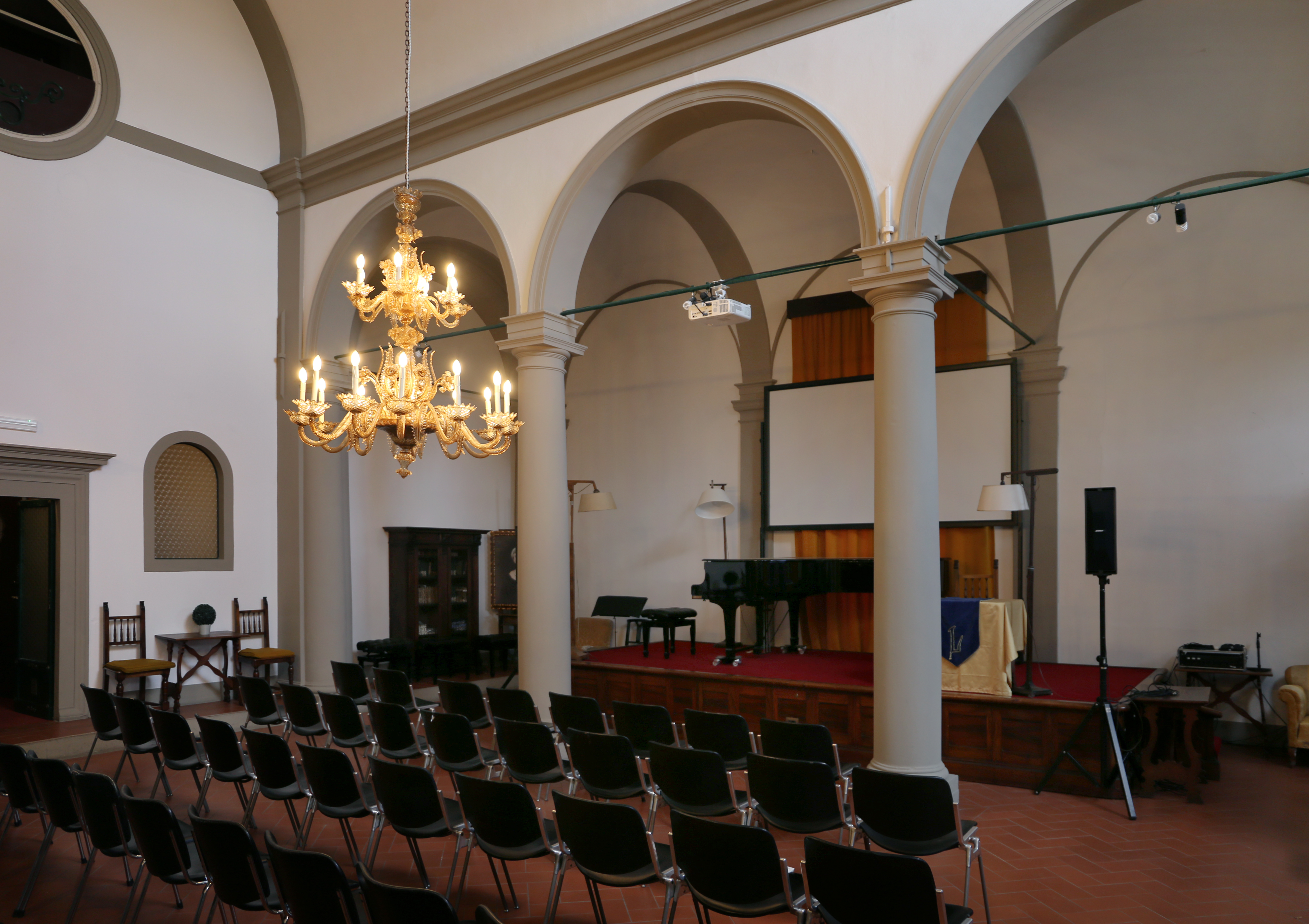
Il salone, già chiesa Evangelica
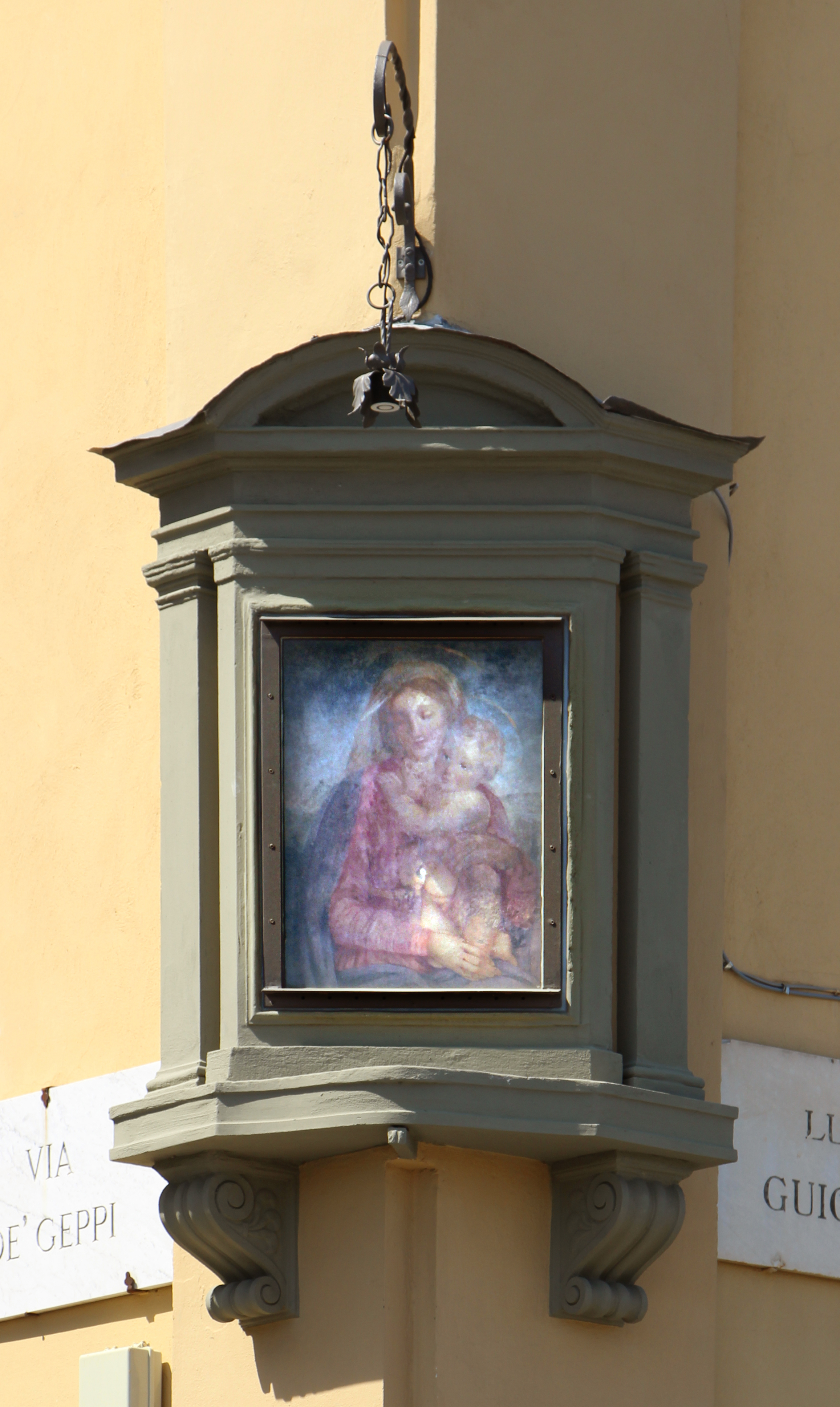
Il tabernacolo